# Let L-33 Sólo
De Let L-33 Sólo is een Tsjechisch eenzits zweefvliegtuig gebouwd door Let. De L-33 is ontworpen door Marian Meciar en Vaclav Zajic en is een verdere ontwikkeling op de L-13 Blaník en de L-23 Super Blaník. De Sólo vloog voor het eerst in 1992 en is volledig uit metaal gebouwd.

## Specificaties
- Bemanning: 1, de piloot
- Lengte: 6,62 m
- Spanwijdte: 14,12 m
- Hoogte: 1,43 m
- Leeggewicht: 210 kg
- Maximum startgewicht: 340 kg
- Maximumsnelheid: 248 km/h
- Daalsnelheid: 0,66 m/s